# National Reconnaissance Office

Logo Narodowego Biura Rozpoznania – NRO

National Reconnaissance Office, NRO (pol. Narodowe Biuro Rozpoznania) – jedna z agencji Departamentu Obrony Stanów Zjednoczonych, zajmująca się rozpoznaniem strategicznym. Jedna z najtajniejszych agencji wywiadu USA. Została utworzona w sierpniu 1960, a informacje o jej istnieniu podano oficjalnie do wiadomości publicznej dopiero 18 września 1992.

## Historia
Od wielu lat między USAF a CIA trwał zacięty spór o całkowitą kontrolę i wykorzystywanie materiałów wywiadowczych, zebranych przez satelity i samoloty szpiegowskie. Po tym jak CIA przejęła kontrolę nad programem U-2, jej kierownictwo starało się o pełne podporządkowanie wywiadu satelitarnego. Utworzenie Narodowego Biura Rozpoznania zakończyło spór.
Koncepcja utworzenia agencji tego typu pojawiła się już w lutym 1958, podczas spotkania ówczesnego prezydenta Dwighta Eisenhowera z członkami utworzonej przez niego tzw. grupy roboczej. W spotkaniu wzięli udział m.in. zastępca dyrektora badań i techniki Departamentu Obrony – John Rubel, doradca naukowy prezydenta – dr George B. Kistiakowsky oraz podsekretarz sił powietrznych – Joseph Charyk. Głównym tematem rozmów było wystrzelenie przez Związek Radziecki pierwszego sztucznego satelity.
Ostatecznie NRO zostało utworzone 25 sierpnia 1960.

## Zadania
- Koordynacja misji rozpoznawczych prowadzonych przez satelity i samoloty wywiadowcze, m.in. Lockheed U-2 i SR-71 Blackbird.
- Koordynacja projektów i budowy wszystkich satelitów rozpoznawczych.
- Utrzymywanie i wykorzystanie satelitów aktualnie znajdujących się na orbicie.
- Monitorowanie systemów wykrywania i ostrzegania.
- Nadzór nad przestrzeganiem porozumień o ograniczeniu zbrojeń.
- Nadzór satelitarny nad wszelkimi rodzajami ćwiczeń wojskowych.
- Monitorowanie przebiegu klęsk żywiołowych.

## Budżet
Budżet Narodowego Biura Rozpoznania nie podlega kontroli Kongresu Stanów Zjednoczonych. Szacowany jest na 7 miliardów dolarów (jest większy niż budżet Agencji Bezpieczeństwa Narodowego).

## Współpraca i personel
Narodowe Biuro Rozpoznania współpracuje blisko z Agencją Bezpieczeństwa Narodowego, Centralną Agencją Wywiadowczą oraz innymi agencjami wywiadowczymi Stanów Zjednoczonych. Liczbę pracowników ocenia się na około 4 tys. osób. Składa się ona z oficerów CIA i przedstawicieli wszystkich rodzajów wojska (największy procent stanowi personel Sił Powietrznych).

## Podzielone funkcje
Interpretacją obrazów satelitarnych zajmuje się Narodowy Ośrodek Interpretacji Danych Fotograficznych podlegający CIA. Rozpoznaniem (od 1994) zajmuje się Biuro Rozpoznania Napowietrznego Departamentu Obrony (Defense Airborne Reconnaissance Office – DARO), w którego kompetencjach jest również gromadzenie i zarządzanie danymi rozpoznania napowietrznego przez samoloty załogowe i bezzałogowe.

## Program Corona
Pierwszym programem użycia satelity wywiadowczego wyposażonego w kamery fotograficzne był Program Corona. Prace nad satelitą, jako następcy samolotu szpiegowskiego U-2, rozpoczęto w 1956. Początkowo znany był jako System Broni Sił Powietrznych (US Air Force Weapon System – WS), później 117L. Jego lot testowy odbył się 28 lutego 1959. Używany był w latach 1960–1972 do obserwacji Związku Radzieckiego, Chin, Bliskiego Wschodu i innych rejonów świata. Przez ten czas wykonał 12 misji rozpoznawczych, jako część programu Argon (zob. tabelę), z których 6 zakończyło się sukcesem.

## Nazwy i oznaczenia
Nazwą Keyhole Amerykanie określali rozpoznanie środkami obrazującymi (Imagery Intelligence – IMINT). Symbol KH odnosił się do aparatów fotograficznych.
Aparaty fotograficzne satelitów:
- Corona: KH-1, KH-2, KH-3, KH-4,
- Argon: KH-5,
- Lanyard: KH-6,
- Big Bird: KH-7, KH-8, KH-9,
- Crystal i Kennan: KH-11
- KH-14 był ostatnim tak oznaczonym satelitą.

## Programy i misje NRO, wspólnie wykonane z innymi agencjami
| Program | Typ kamery | Okres użytkowania | Udane misje | Niepowodzenia | Rozdzielczość |
| ------- | ---------- | ----------------- | ----------- | ------------- | ------------- |
| Corona  | KH-1       | 1960              | 1           | 9             | 12 m          |
| Corona  | KH-2       | 1960–1961         | 4           | 6             | 7,5 m         |
| Corona  | KH-3       | 1961              | 4           | 2             | 3,5–7,5 m     |
| Corona  | KH-4/A/B   | 1962–1972         | 86          | 9             | 1,8–7,5 m     |
| Argon   | KH-5       | 1962–1964         | 6           | 6             | 7,5–140 m     |
| Lanyard | KH-6       | 1963              | 1           | 1             | 1,8 m         |